# Каммарано, Джузеппе
Джузеппе Каммарано (итал. Giuseppe Cammarano; 4 января 1766 года, Шакка, Сицилийское королевство — 8 октября 1850 года, Неаполь, королевство Обеих Сицилий) — итальянский художник, писавший картины в стиле позднего барокко и раннего неоклассицизма, профессор Академии изящных искусств в Неаполе и придворный живописец Бурбон-Сицилийской династии.

## Биография
Джузеппе Каммарано родился 4 января 1766 года в городе Шакка, в провинции Агридженто. Он был сыном Винченцо Каммарано и Катерины, урождённой Сапуппо. Его отец был известным актёром комедия-дель-арте. Вскоре после рождения будущего художника, семья переехала в Неаполь.
Подростком Джузеппе Каммарано поступил учеником в Академию изящных искусств в Неаполе, в мастерскую Фиделе Фискетти. Также обучался у художников Доменико Келли и Филиппа Хаккерта. Король Фердинанд IV оплатил его учебную поездку в Рим, где он завершил своё образование.
По возвращении, получил место придворного живописца. Ему была поручена фресковая роспись королевской резиденции — дворца в Казерте. Он также участвовал в оформлении потолка дворца в Неаполе и потолка театра Сан-Карло. Создал ряд портретов и групповых портретов членов королевской семьи. Позднее был избран профессором Академии изящных искусств в Неаполе.
Среди его последних работ особое место занимает фреска «Тайная вечеря» в новом кафедральном соборе Казерты. Джузеппе Каммарано умер 8 октября 1856 года.
|                                                                 |  |                                                                              |  |                                                                             |  |                                                                |
| «Портрет короля Франциска I» (1819) Королевский дворец, Казерта |  | «Отдых Тесея после победы над Минотавром» (1816) Королевский дворец, Казерта |  | «Семья Франциска I, короля Обеих Сицилий» (1820) Музей Каподимонте, Неаполь |  | «Портрет Каролины Бонапарт» (1813) Королевский дворец, Казерта |